# Il nostro traditore tipo
Il nostro traditore tipo (Our Kind of Traitor) è un romanzo di spionaggio di John le Carré, pubblicato nel 2010.

## Trama
Durante una vacanza ad Antigua, Perry Makepiece, giovane tutor di letteratura inglese a Oxford, e la fidanzata, l'avvocato Gail Perkins, conoscono Dmitrij Vladimirovič Krasnov ("Dima"), un uomo d'affari russo che sfida Perry ad una partita di tennis. Dima, che si definisce «il riciclatore numero uno al mondo», chiede a Perry di prendere contatto per lui con l'MI6 britannico comunicando loro che è disposto a dare importanti informazioni sulla sua attività criminale e su parlamentari e uomini d'affari inglesi corrotti, in cambio di asilo per sé e la sua famiglia nel Regno Unito.

## Critica
Il problema affrontato nel romanzo è il riciclaggio internazionale di denaro sporco, un argomento ritenuto dallo scrittore inglese di estrema importanza dopo la fine della guerra fredda. Consulente di le Carré è stato lo studioso italiano Federico Varese, docente di criminologia a Oxford ed esperto sulla mafia russa. Il romanzo ha ricevuto generalmente giudizi molto positivi dalla critica. Per esempio, il coinvolgimento di persone innocenti e ignare dei pericoli, ha rammentato a Michiko Kakutani le trame di alcuni famosi film di Hitchcock per cui ha definito Il nostro traditore tipo, nella recensione sul New York Times  «the author's most thrilling thriller in years». Su l'Espresso Oscar Colulich ha messo in evidenza l'impegno civile di le Carré contro la politica e la finanza permissiva nei confronti dei reati finanziari.

## Edizioni
- (EN) Our Kind of Traitor, London, Viking Press, 2010,  pp. 305, ISBN 978-0-670-91902-4.
- Il nostro traditore tipo. I segreti inconfessabili della nuova Russia, traduzione di Giuseppe Costigliola, Collana Omnibus, Milano, Mondadori, 2010,  p. 333, ISBN 978-88-04-60318-4.

## Adattamento cinematografico
- Il traditore tipo (Our Kind of Traitor), film del 2016 sceneggiato da Hossein Amini, diretto da Susanna White, interpretato da Ewan McGregor, Stellan Skarsgård, Damian Lewis e Naomie Harris.